# Línea 1 (Limusa)
La línea 1 de la red de autobuses urbanos de Lorca (Limusa) une Apolonia con el Hospital Rafael Méndez.

## Características
Esta línea une el barrio de Apolonia con el Hospital Rafael Méndez. Es la línea con más usuarios de toda la red urbana del municipio.
Al igual que todas las líneas urbanas, tiene parada en el Óvalo.
Desde el 2 de octubre de 2023 hasta mediados de 2024, algunas expediciones de la línea realizaban parada junto al estadio Artés Carrasco en sentido Hospital.
La línea mantiene los mismos horarios todo el año (exceptuando las vísperas de festivo y festivos de Navidad).
Está operada por la empresa municipal Limusa, perteneciente al Ayuntamiento de Lorca.

## Horarios
| Lunes a viernes laborables                     |                                          |                                          |                                          |                                          |                                          |                                          |                                          |                                          |                                          |                                          |                                          |                                          |                                          |                                          |                                          |                                          |                                          |                                          |                                          |                                          |                                          |                                          |                                          |                                          |                                          |                                          |                                          |                                          |                                          |                                          |
| Barrio Apolonia > Hospital Rafael Méndez       | Barrio Apolonia > Hospital Rafael Méndez | Barrio Apolonia > Hospital Rafael Méndez | Barrio Apolonia > Hospital Rafael Méndez | Barrio Apolonia > Hospital Rafael Méndez | Barrio Apolonia > Hospital Rafael Méndez | Barrio Apolonia > Hospital Rafael Méndez | Barrio Apolonia > Hospital Rafael Méndez | Barrio Apolonia > Hospital Rafael Méndez | Barrio Apolonia > Hospital Rafael Méndez | Barrio Apolonia > Hospital Rafael Méndez | Barrio Apolonia > Hospital Rafael Méndez | Barrio Apolonia > Hospital Rafael Méndez | Barrio Apolonia > Hospital Rafael Méndez | Barrio Apolonia > Hospital Rafael Méndez | Hospital Rafael Méndez > Barrio Apolonia | Hospital Rafael Méndez > Barrio Apolonia | Hospital Rafael Méndez > Barrio Apolonia | Hospital Rafael Méndez > Barrio Apolonia | Hospital Rafael Méndez > Barrio Apolonia | Hospital Rafael Méndez > Barrio Apolonia | Hospital Rafael Méndez > Barrio Apolonia | Hospital Rafael Méndez > Barrio Apolonia | Hospital Rafael Méndez > Barrio Apolonia | Hospital Rafael Méndez > Barrio Apolonia | Hospital Rafael Méndez > Barrio Apolonia | Hospital Rafael Méndez > Barrio Apolonia | Hospital Rafael Méndez > Barrio Apolonia | Hospital Rafael Méndez > Barrio Apolonia | Hospital Rafael Méndez > Barrio Apolonia | Hospital Rafael Méndez > Barrio Apolonia |
| 07                                             | 08                                       | 09                                       | 10                                       | 11                                       | 12                                       | 13                                       | 14                                       | 15                                       | 16                                       | 17                                       | 18                                       | 19                                       | 20                                       | 21                                       | 07                                       | 08                                       | 09                                       | 10                                       | 11                                       | 12                                       | 13                                       | 14                                       | 15                                       | 16                                       | 17                                       | 18                                       | 19                                       | 20                                       | 21                                       | 22                                       |
| 00 15 45                                       | 00 15 45                                 | 15 45                                    | 15 30 45                                 | 15 30 45                                 | 15 30 45                                 | 15 30 45                                 | 15 45                                    | 15 45                                    | 15 45                                    | 15 45                                    | 15 45                                    | 15 45                                    | 15                                       | 15                                       | 30 45                                    | 15 30 45                                 | 15 45                                    | 00 15 45                                 | 00 15 45                                 | 00 15 45                                 | 00 15 45                                 | 15 45                                    | 15 45                                    | 15 45                                    | 15 45                                    | 15 45                                    | 15 45                                    | 15 45                                    |                                          | 05                                       |
| Sábados laborables, domingos y festivos        |                                          |                                          |                                          |                                          |                                          |                                          |                                          |                                          |                                          |                                          |                                          |                                          |                                          |                                          |                                          |                                          |                                          |                                          |                                          |                                          |                                          |                                          |                                          |                                          |                                          |                                          |                                          |                                          |                                          |                                          |
| Barrio Apolonia > Hospital Rafael Méndez       | Barrio Apolonia > Hospital Rafael Méndez | Barrio Apolonia > Hospital Rafael Méndez | Barrio Apolonia > Hospital Rafael Méndez | Barrio Apolonia > Hospital Rafael Méndez | Barrio Apolonia > Hospital Rafael Méndez | Barrio Apolonia > Hospital Rafael Méndez | Barrio Apolonia > Hospital Rafael Méndez | Barrio Apolonia > Hospital Rafael Méndez | Barrio Apolonia > Hospital Rafael Méndez | Barrio Apolonia > Hospital Rafael Méndez | Barrio Apolonia > Hospital Rafael Méndez | Barrio Apolonia > Hospital Rafael Méndez | Barrio Apolonia > Hospital Rafael Méndez | Barrio Apolonia > Hospital Rafael Méndez | Hospital Rafael Méndez > Barrio Apolonia | Hospital Rafael Méndez > Barrio Apolonia | Hospital Rafael Méndez > Barrio Apolonia | Hospital Rafael Méndez > Barrio Apolonia | Hospital Rafael Méndez > Barrio Apolonia | Hospital Rafael Méndez > Barrio Apolonia | Hospital Rafael Méndez > Barrio Apolonia | Hospital Rafael Méndez > Barrio Apolonia | Hospital Rafael Méndez > Barrio Apolonia | Hospital Rafael Méndez > Barrio Apolonia | Hospital Rafael Méndez > Barrio Apolonia | Hospital Rafael Méndez > Barrio Apolonia | Hospital Rafael Méndez > Barrio Apolonia | Hospital Rafael Méndez > Barrio Apolonia | Hospital Rafael Méndez > Barrio Apolonia | Hospital Rafael Méndez > Barrio Apolonia |
| 07                                             | 08                                       | 09                                       | 10                                       | 11                                       | 12                                       | 13                                       | 14                                       | 15                                       | 16                                       | 17                                       | 18                                       | 19                                       | 20                                       | 21                                       | 07                                       | 08                                       | 09                                       | 10                                       | 11                                       | 12                                       | 13                                       | 14                                       | 15                                       | 16                                       | 17                                       | 18                                       | 19                                       | 20                                       | 21                                       | 22                                       |
| 15                                             | 15                                       | 15                                       | 15                                       | 15                                       | 15                                       | 15                                       | 15                                       | 15                                       | 15                                       | 15                                       | 15                                       | 15                                       | 15                                       | 15                                       | 45                                       | 45                                       | 45                                       | 45                                       | 45                                       | 45                                       | 45                                       | 45                                       | 45                                       | 45                                       | 45                                       | 45                                       | 45                                       | 45                                       |                                          | 05                                       |
| *Continúa al Polígono Saprelorca **Desde Óvalo |                                          |                                          |                                          |                                          |                                          |                                          |                                          |                                          |                                          |                                          |                                          |                                          |                                          |                                          |                                          |                                          |                                          |                                          |                                          |                                          |                                          |                                          |                                          |                                          |                                          |                                          |                                          |                                          |                                          |                                          |

## Recorrido y paradas

### Sentido Hospital
| Código                                                                 | Denominación                | Líneas de la parada |
| ---------------------------------------------------------------------- | --------------------------- | ------------------- |
| 14                                                                     | Apolonia                    | 1 2                 |
| 76                                                                     | Los Ángeles                 | 1 2                 |
| 51                                                                     | El Caño                     | 1 2                 |
| 96                                                                     | Ramblilla Tejares           | 1                   |
| 86                                                                     | Parada Taxis                | 1                   |
| 19                                                                     | Calle Mayor                 | 1                   |
| 110                                                                    | Santo Domingo               | 1 8                 |
| 38                                                                     | Correos                     | 1 8                 |
| 35                                                                     | Colón                       | 1 8                 |
| 84                                                                     | Óvalo - Azul y Blanco       | 1 2 3               |
| 15                                                                     | Báscula Urbana              | 1 2 10              |
| 55                                                                     | Gálvez                      | 1 2 10              |
| 12                                                                     | Bar Parada                  | 1 2 10              |
| 67                                                                     | La Viña                     | 1 2 10              |
| 105                                                                    | San Antonio                 | 1 10                |
| 8                                                                      | Hotel Amaltea (Frente)      | 1 10                |
| 80                                                                     | Concesionario Mercedes      | 1 10                |
| 112                                                                    | Concesionario Seat          | 1 10                |
| 90                                                                     | Pirelli                     | 1 10                |
| 28                                                                     | Cementerio                  | 1 10                |
| 4                                                                      | Agencia Transportes         | 1 10                |
| 118                                                                    | Venta El Gitano             | 1 10                |
| 100                                                                    | Rotonda Subida Hospital     | 1                   |
| 115                                                                    | Torrecilla - Escuela Taller | 1                   |
| 49                                                                     | Dúplex Hospital             | 1                   |
| 58                                                                     | Hospital Rafael Méndez      | 1                   |
| La expedición que continúa al Polígono realiza las siguientes paradas: |                             |                     |
| 50                                                                     | Dúplex Hospital             | 1                   |
| 116                                                                    | Torrecilla - Escuela Taller | 1                   |
| 101                                                                    | Rotonda Subida Hospital     | 1                   |
| 122                                                                    | Venta Nueva                 | 1 10                |
| 94                                                                     | Polígono Saprelorca         | 1 10                |

### Sentido Apolonia
| Código | Denominación                | Líneas de la parada | Cercanías       |
| ------ | --------------------------- | ------------------- | --------------- |
| 58     | Hospital Rafael Méndez      | 1                   |                 |
| 50     | Dúplex Hospital             | 1                   |                 |
| 116    | Torrecilla - Escuela Taller | 1                   |                 |
| 101    | Rotonda Subida Hospital     | 1                   |                 |
| 120    | Venta El Gitano             | 1 10                |                 |
| 5      | Agencia Transportes         | 1 10                |                 |
| 29     | Cementerio                  | 1 10                |                 |
| 92     | Pirelli                     | 1 10                |                 |
| 113    | Concesionario Seat          | 1 10                |                 |
| 81     | Concesionario Mercedes      | 1 10                |                 |
| 9      | Hotel Amaltea               | 1 10                |                 |
| 106    | San Antonio                 | 1 10                |                 |
| 68     | La Viña                     | 1 2 10              |                 |
| 13     | Bar Parada                  | 1 2 10              |                 |
| 56     | Gálvez                      | 1 2 10              |                 |
| 16     | Báscula Urbana              | 1 2 10              |                 |
| 85     | Óvalo - Zurano              | 1 2 4 7 8 9 10      |                 |
| 37     | Las Columnas                | 1 2 4 8             |                 |
| 98     | Ramón Arcas                 | 1 2 4 8             |                 |
| 107    | San Diego                   | 1 2                 |                 |
| 52     | Estación San Diego          | 1 2                 | Lorca-San Diego |
| 77     | Los Arcos                   | 1 2                 |                 |
| 14     | Apolonia                    | 1 2                 |                 |